# Мирослава Бугарска
Мирослава Бугарска (бугарски: Мирослава) је била ћерка цара Самуила и супруга Ашота Таронита.

## Биографија
Мирослава је била ћерка цара Самуила и Агате. Самуило се након пораза на Спрехију од стране Нићифора Урана вратио у Бугарску. Тамо је ослободио Таронитовог сина Ашота и оженио га својом жерком Мирославом. Мирослава се заљубила у Ашота и претила да ће се убити ако се законским путем не уда за јерменског принца. Хронологија овог догађаја је спорна, али је венчање свакако обављено након битке на Спрехију. Самуило је свога зета послао да брани Драч. Међутим, тамо је Ашот убедио Мирославу да пребегне на ромејске тријере којима је стигао до византијског цара. Мирослава је од цара добила титулу зосте (опојасане), а Ашот титулу магистра. Византинци убрзо заузимају Драч на чије чело стаје Евстатије Дафномил.